# 阮仲义
阮仲义（發音：[ŋwiən˦ˀ˥ t͡ɕawŋ͡m˧˨ʔ ŋiə˦ˀ˥]；1962年3月6日—），前江省鵝貢東縣人，越南政治、军事人物。现任越共中央政治局委员、书记处书记、宣教與民運部部长。

## 生平
1979年，阮仲义加入越南人民军，开始了他42年的从军生涯，在人民军服役期间，又于1982年加入越南共产党，以后他历任第七军区政治部副主任、第四团政委、越南人民军总政治局副主任等职务，并最终于2017年晋升，得到上将军衔。
2016年1月，当选为越南共產黨第十二屆中央委員會委員，2021年2月当选为越南共產黨第十三屆中央委員會委員、书记处书记，随即接替武文赏出任越共中央宣教部部长。2024年5月，他在越共十三届九中全会上，获补选为越共中央政治局委员。2025年2月，越南共產黨中央民運部併入宣教部後，阮仲義出任越共宣教與民運部部长。